# ハシェイ

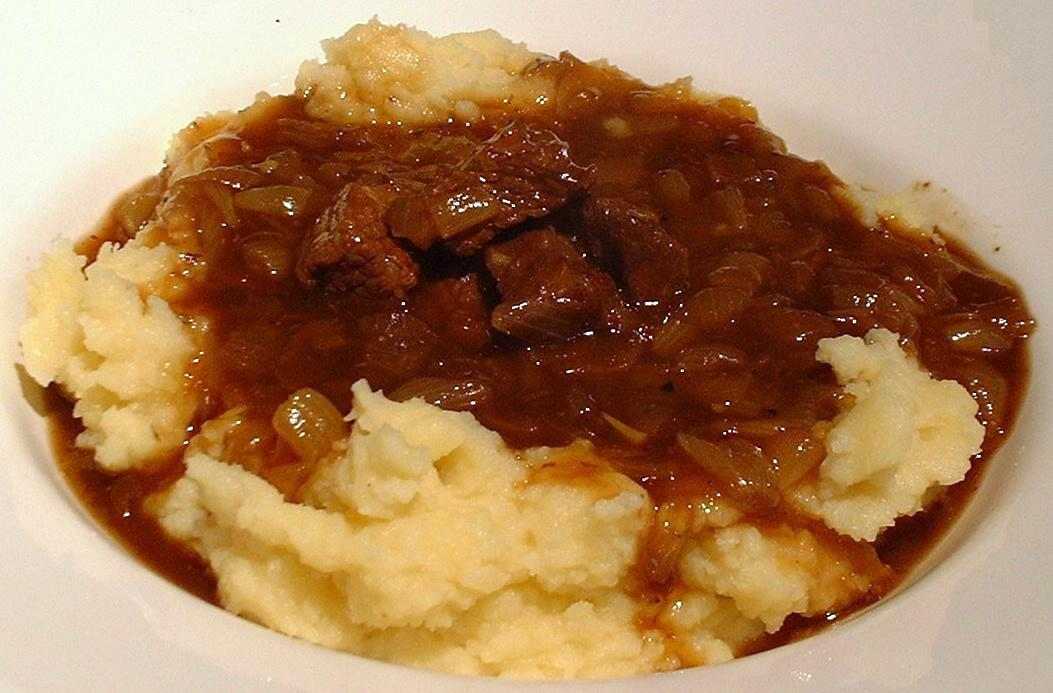
牛肉とタマネギのハシェイ

ハシェイまたはハシェー（蘭: Hachee, /ɦɑˈʃeɪ/, 発音例）は、角切りの肉または魚か鳥、野菜などが入ったオランダの伝統的なシチューである。
伝統的なオランダ料理、特に北ブラバント州の料理によく使われる牛肉、タマネギ、酸（酢かワイン）をベースとし、濃厚なグレイビーソースにチョウジやローリエが加えられる。赤キャベツ、リンゴ、アップルソース、ジャガイモ、フッツポット、ライスなどが添えられる。

## 起源
hachee という語は、フランス語で「細かく切る」という意味の動詞 hacher に由来する。正確なレシピは分かっていないものの、中世のビュッフェでハシェイが供されたという記録がある。このシチューは、ダッチオーブンで調理した肉とたまたま手に入った野菜を再利用したことが起源であるかもしれない。肉を柔らかくするためにワインや酢のような酸性の液体が加えられた。